# Anagyrinus atavus
Anagyrinus atavus is een keversoort uit de familie van schrijvertjes (Gyrinidae). De wetenschappelijke naam van de soort is voor het eerst geldig gepubliceerd in 1865 door Heer.